# Dimos Preveza
Dimos Preveza (Preveza) är en kommun i Grekland.   Den ligger i prefekturen Nomós Prevézis och regionen Epirus, i den centrala delen av landet, 290 km väster om huvudstaden Aten. Antalet invånare är 30 137.